# 83. вечити дерби у фудбалу
83. вечити дерби у фудбалу је фудбалска утакмица одиграна у Београду 9. октобра 1988. године, између Црвене звезде и Партизана. Утакмица се завршила резултатом 1 : 0 (1 : 0) за Партизан.